# Bencs Zoltán
Bencs Zoltán (Nyíregyháza, 1889. január 1. – Budapest, 1961. szeptember 15.) magyar minisztériumi tisztviselő, országgyűlési képviselő.

## Élete
Evangélikus vallású családban született. Családja régóta élt Nyíregyházán és évtizedeken át adott vezető férfiakat a város közélete számára. Ő maga a középiskolát a budapesti református főgimnáziumban végezte, majd a budapesti tudományegyetemen államtudományi oklevelet szerzett. Tanulmányait befejezve 1916-ban állami szolgálatba lépett és Klebelsberg Kuno – a későbbi kultuszminiszter, akkor miniszterelnökségi államtitkár – előbb a Központi Statisztikai Hivatalba, majd a közvetlen felügyelete alá tartozó kultúrpolitikai ügyosztályba osztotta be, ahol főként nemzetiségi és kultúrpolitikai ügyekben dolgozott.
1919-ben a fegyverszüneti bizottság tagjává választották, majd a magyar békedelegáció titkárává nevezték ki, s e minőségében a Teleki Pál és Apponyi Albert által vezetett tárgyaló küldöttség kultúrpolitikai és nemzetiségi előadója volt. 1920 novemberében Teleki, mint fiatal minisztériumi fogalmazót, meghívta a miniszterelnökségre, ahol a szociálpolitikai ügyosztály megszervezését, majd pedig annak vezetését bízta rá. 1929-ben a hatáskörébe osztották a statisztikai szolgálat felügyeletével és az új statisztikai törvény végrehajtásával járó teendőket, amelyeket a következő tíz évben, megbízatásának lejártáig a szakmai körök teljes elismerése mellett végzett. Két ízben is részesült abban a ritka kitüntetésben, hogy a statisztikai munkatervet, mint miniszteri megbízott, a jelenlétében akadályozott miniszterelnök helyett ő képviselhette a Parlament mindkét házának bizottságaiban és plénumában.
1927-ben gróf Bethlen István megbízásából nagy tanulmányt készített a fasizmusról, majd pedig politikai előadója lett annak a tanulmányi bizottságnak, amely báró Prónay György miniszterelnökségi államtitkár vezetésével utazott Olaszországba, hivatalos kiküldetésben. 1928-ban miniszteri osztálytanácsossá, 1931-ben pedig miniszteri tanácsossá nevezték ki. 1932-ben Károlyi Gyula gróf az állásnélküli diplomások problémáinak tanulmányozásával bízta meg, s a kormány később az ő közreműködése révén ismerte el hivatalos szervezetnek a később nevezetessé vált Állástalan Diplomások Országos Bizottságát (ÁDOB).
A Károlyi-kormány lemondása után Gömbös Gyula miniszterelnök az érdekképviseleti reform irányelveinek kidolgozásával kérte meg, amit végre is hajtott, de megvalósítására az akkori viszonyok között már nem nyílt lehetőség. 1937-ben a családvédelmi és népesedési ügyek egyik miniszteri biztosává nevezték ki, erről a megbízatásáról a Darányi-kormány távozásakor lemondott. Az évtized utolsó éveiben a sokgyermekes családok problémáival foglalkozott, illetve a miniszterelnökség szociálpolitikai ügyosztályát vezette. 
Hivatalnoki munkája mellett igen sokoldalú tevékenységet fejtett ki társadalmi és szakmai szervezetekben is. 1920-ban az Országos Mozgóképvizsgáló Bizottság tagja és jegyzője is lett – ugyanennek a grémiumnak az 1930-as évek első felétől már alelnöke volt –, a következő években pedig részt vett a Filmtanács és a Filmipari Alap megalapításában is. Alelnöki és művészeti igazgatói tisztséget viselt – 1933-ig – a Hunnia Filmgyárnál, és az 1930-as évek végére a hazai közigazgatásban a filmügyek egyik legrégibb, legtapasztaltabb szakembere lett. Sokirányú tudományos és szakirodalmi tevékenység is köthető a személyéhez, tudományos és publicisztikai írásai elsősorban folyóiratokban és szemlékben jelentek meg.
1939-ben elindult az az évi országgyűlési választáson is, a Magyar Élet Pártja színeiben, és mandátumot is szerzett, a békéscsabai választókerületben.

## Magánélete
1917. március 31-én kötött házasságot Budapesten, felesége Ottlik Pálma (1890−1943) volt. 1919-ben született közös gyermekük, Bencs Géza.

## Művei
- Az októberi forradalom demokráciája (Nyíry Gyula néven)
- A munka alkotmánya Olaszországban (név nélkül, a Sol Club kiadásában)
- Magyar világnézet (név nélkül, a Sol Club kiadásában)
- A statisztika és az élet csodálatos rendje (megjelent a Statisztikai és a Fővárosi Szemlében, később olasz és francia fordításban is kiadták)